# 赤道ギニア

赤道ギニア共和国
República de Guinea Ecuatorial（スペイン語）
République de Guinée Équatoriale
（フランス語）
República da Guiné Equatorial（ポルトガル語）

国の標語：Unidad, Paz, Justicia
（スペイン語: 統一、平和、正義）
国歌：Caminemos pisando las sendas de nuestra inmensa felicidad（スペイン語）
我らの大いなる幸福の道を、さあ歩もう

赤道ギニア共和国（せきどうギニアきょうわこく、República de Guinea Ecuatorial）、通称赤道ギニアは、中部アフリカの共和制国家。ギニア湾に浮かぶビオコ島、アンノボン島、および大陸部のリオ・ムニ（ンドウェ語: ンビニ）とエロベイ・グランデ島、およびエロベイ・チコ島を併せたエロベイ諸島を領土とする。首都はマラボ。

## 概要
大陸部のリオ・ムニは、北はカメルーン、南と東はガボンと接する。首都のマラボはビオコ島に位置している。
大陸部分に海外領土ではない領土を持ち、首都が島に存在する国は赤道ギニア、シェラン島のコペンハーゲンを首都とするデンマークの二か国のみである。なお、ポルトガル語公用語アフリカ諸国及びフランコフォニー国際機関に加盟している国家の一つともなっている。
気候は高温多湿の熱帯性気候である。
1992年の原油生産開始以降、急速に経済成長が進み、2017年には後発発展途上国の指定を解除されたものの、貧富の差やガバナンスに多大な問題があることが指摘されている。
独立時から1979年までフランシスコ・マシアス・ンゲマによる一党制が敷かれ、反知性主義、腐敗の深刻さ、経済崩壊（マシアスは中央銀行から資金を「調達、または稼いでいた」とされている）で「アフリカのダッハウ」という異名を持った程の恐怖政治を敷いた。このような国民を無視した放漫的政策は、甥のテオドロ・オビアン・ンゲマまでを激怒させ、1979年にマシアスはクーデターで失脚・処刑、現在までオビアンが大統領に居続けている。近年、副大統領を務めるテオドロ・ンゲマ・オビアン＝マンゲの政治的台頭が著しい。

## 国名
正式名称はスペイン語で
República de Guinea Ecuatorial
（レプブリカ・デ・ギネア・エクアトリアル）
フランス語で
République de Guinée Équatoriale
（レピュブリク・ドゥ・ギネ・エクアトリアル）
ポルトガル語で
República da Guiné Equatorial
（ヘプブリカ・ダ・ギネ・エクアトリアル）
公式の英語表記は、
Republic of Equatorial Guinea
（リパブリック・オヴ・エクワトーリアル・ギニー）
日本語表記は、正式名称赤道ギニア共和国、通称赤道ギニア。赤道上に領土を持たないが、南半球にあるアンノボン島と他の領土の間の海上に赤道が通っている。西アフリカのギニアと区別し、かつ首都マラボがあるビオコ島がギニア湾に浮かぶことから赤道に近いギニアとして名づけられた。

## 歴史

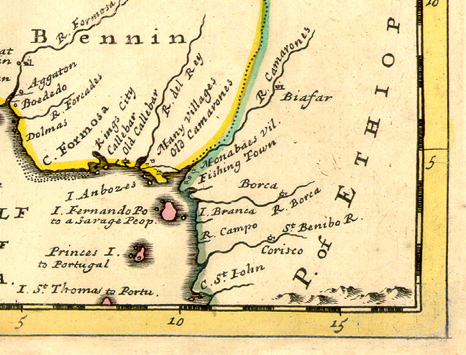
1729年のギニア湾周辺の地図

### 独立前
ヨーロッパ人の到達以前に、すでにビオコ島には先住民としてブビ族が居住していた。リオムニにはバントゥー系民族が居住していたものの、このころまだ現在の主要民族であるファン人はこの地に到達していなかった。

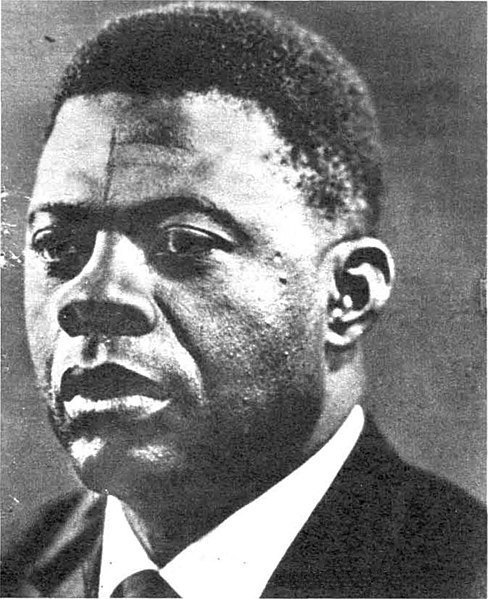
ボニファシオ・オンド・エドゥ。独立後もマシアスに対抗し得る政治家と目されていたが、、が獄死した。

1472年にポルトガル人のフェルナン・ド・ポーがビオコ島を発見し、この一帯はポルトガル領とされ、島は発見者の名を取ってフェルナン・ド・ポー島と名付けられた。17世紀後半にはファン人のリオムニへの進入が始まり、これは20世紀初頭まで続いた。1778年にポルトガルはブラジルの領有権を認めてもらうことと引き替えに大陸部のリオムニとフェルナン・ド・ポー島をスペインに割譲し、スペイン領ギニアが成立した。スペインの統治下では特にフェルナン・ド・ポー島でカカオのプランテーション開発が進められたものの、その統治は島部や海岸部に限られ、リオムニ内陸部に実質的な支配が及んだのは1920年代後半のことだった。1926年にスペイン領ギニアはリオムニ、フェルナン・ド・ポー島、アンノボン島、大エロベイ島、小エロベイ島、コリスコ島および周辺の島々により形成された。さらに1956年にギニア湾県としてスペイン領ギニアの領土となった。1959年にギニア湾県は消滅し、スペイン領ギニアのフェルナンド・ポー島とリオムニはフェルナンド・ポー県とリオムニ県の2つのスペインの海外県にさらに分割され、住民は本国と同等の市民権を得ていた。1960年9月1日にフェルナンド・ポー県とリオムニ県の議会が発足した。1963年には自治政府を樹立した。1964年にはスペイン領ギニアのフェルナンド・ポー県とリオムニ県は別々の地位を維持しながら、ある程度の内部自治を備えた自治組織となった。自治政府の主席には赤道ギニア民族同盟運動のボニファシオ・オンド・エドゥが就任し、1966年には2年後の独立が約束された。1968年9月の独立準備選挙においては野党・赤道ギニア解放民族運動のフランシスコ・マシアス・ンゲマが勝利し、新政府の首班となることになった。

### 独立後

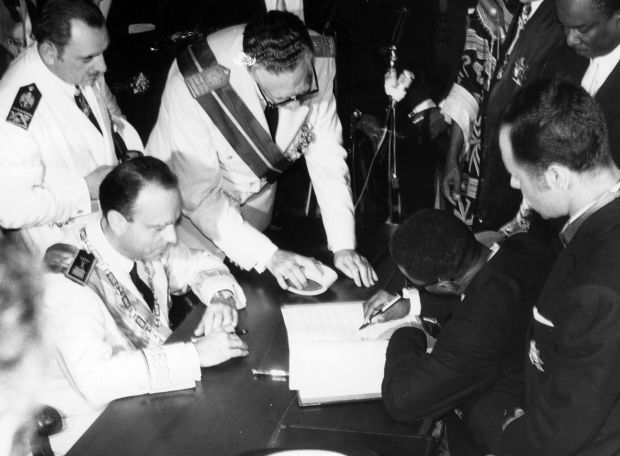
独立協定に調印するマシアス。左側はスペイン全権代表だったフラガ・イリバルネ。

1968年10月12日、スペイン領ギニアのフェルナンド・ポー県とリオムニ県は統合したまま赤道ギニア共和国として独立し、首都はリオムニにあるバタとなった。そしてフランシスコ・マシアス・ンゲマ（以下マシアス）が初代大統領に就任した。1969年に首都がリオムニにあるバタからフェルナンド・ポー島のサンタ・イサベルに移った。マシアス・ンゲマは独立後すぐに恐怖政治を敷き、1970年に自身の与党労働者国民統一党以外の政党活動を禁止し、1972年には終身大統領を宣言、独裁体制を固めた。マシアスは国内では反対派への弾圧や殺害を行い、また国民の外国との接触を極度に制限する一種の鎖国政策を敷いて、すべての諸外国から孤立した。国民のおよそ3分の1にあたる10万人が難民として国外に脱出し、さらに、1975年にはカカオ農園でのナイジェリア人労働者の虐殺事件が発生し、これに抗議したナイジェリア政府が労働者の引き上げを決定したため、経済も困窮した。1973年から1979年にマシアス・ンゲマ政権が進める改名運動に基づき、フェルナンド・ポー島からビオコ島と改名され、1973年に首都名もサンタ・イサベルからマラボに改名された。
1979年8月、フランシスコの甥のテオドロ・オビアン・ンゲマ（以下ンゲマ）がクーデターを起こし、マシアスを処刑して大統領に就任、軍事政権を敷いた。1982年に民政移管などを定めた新憲法を採択したが、クーデター未遂が頻発した。1987年、ンゲマの一党独裁の政権党として赤道ギニア民主党（以下PDGE）が結成され、1989年ンゲマは3選された。
民主化を要求するスペイン、フランス、アメリカ合衆国の圧力を受け、1991年11月に複数政党制を認めた新憲法が国民投票で承認されたが、大統領の免責規定などに野党勢力は反発し1993年の総選挙は野党の大半がボイコットする中、PDGEが大勝した。1996年2月の大統領選も野党はボイコットし、ンゲマが得票率99%で4選された。1997年6月、政府は最大野党赤道ギニア進歩党党首のセベロ・モト・ンサに武器密輸容疑をかけ、進歩党の政治活動を禁止したため、モト・ンサはスペインに亡命し、裁判所は8月、国家反逆罪で彼に懲役101年の判決を下した。
1999年3月の総選挙でPDGEが80議席中75議席を獲得。残り4議席を人民同盟、1議席を社会民主連合が獲得。11月に赤道ギニア進歩党 (PPGE) など6つの反政府野党が民主化促進を掲げ、野党連合である民主野党戦線を結成。2002年12月の大統領選で野党4候補がボイコットし、ンゲマが得票率97.1%で5選された。2004年3月にはイギリス陸軍の特殊空挺部隊にかつて属していたサイモン・マンが首謀し、ンゲマを追放してモト・ンサを大統領へ据えるクーデター計画が発覚したが、傭兵部隊と共にマンがジンバブエで逮捕されて計画は未遂に終わった（マンは赤道ギニアへ移送され、裁判で禁固34年の刑を受けたが、2008年に恩赦で釈放された）。ンゲマは旧宗主国のスペインが関与したとして、国際連合総会でスペインを激しく批判した。またイギリスの元首相マーガレット・サッチャーの息子であるマークが傭兵に資金を提供したとしてケープタウンで逮捕された（後に司法取引で釈放）。
2009年の大統領選でもンゲマは得票率95％で再選された。2016年、ンゲマは大統領に6期目の就任を果たした。

## 政治

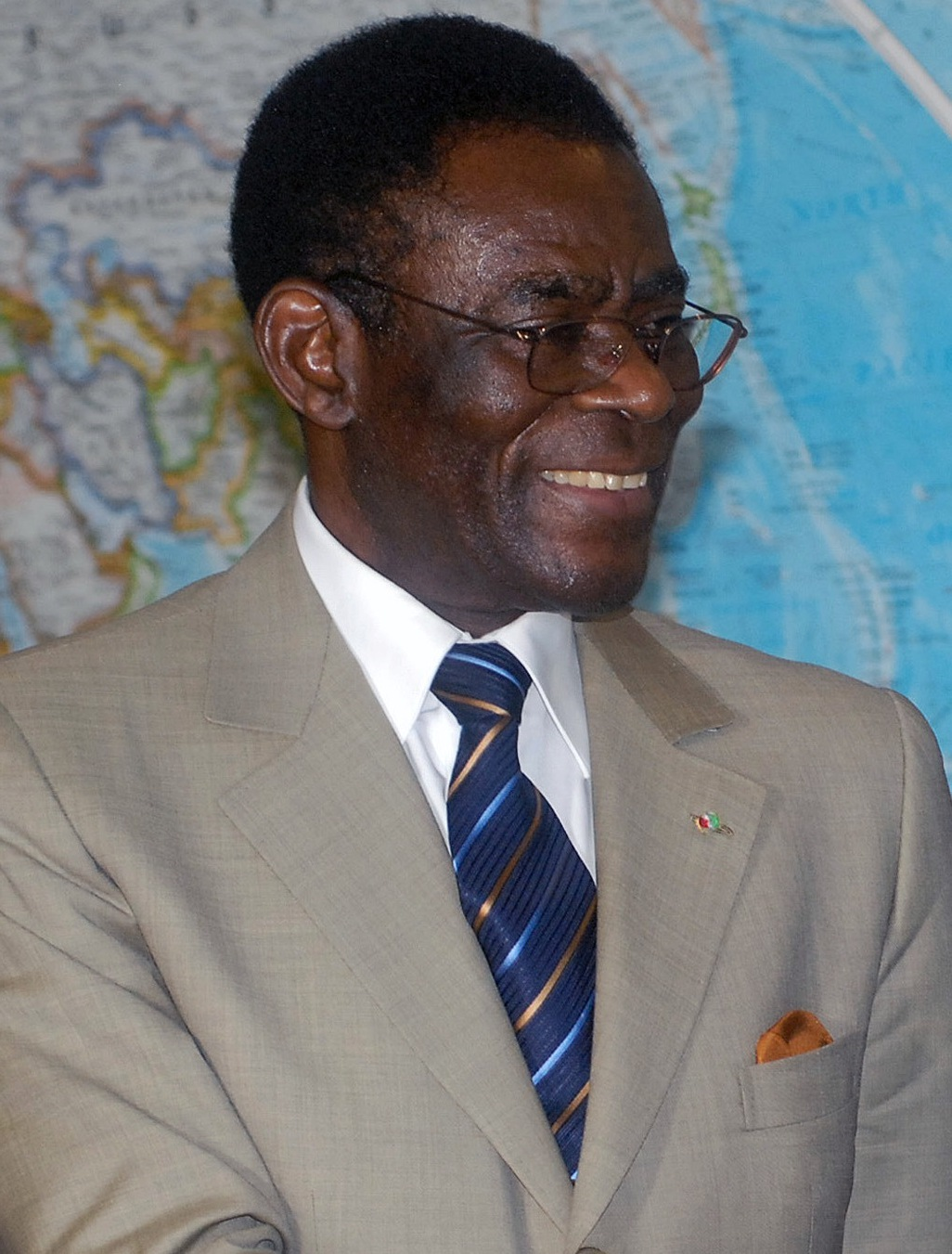
第2代大統領テオドロ・オビアン・ンゲマ

赤道ギニアは共和制・大統領制を採用する立憲国家である。
国家元首である大統領は国民による直接選挙で選出され任期は7年と長く、また再選制限がない。大統領は強大な権力を憲法により保障されている。
内閣に相当する閣僚評議会のメンバーを任命・罷免し法令制定権、議会の解散権、軍の統帥権や条約の調印権などを持つ。テオドロ・オビアン・ンゲマ現大統領は1979年の就任以降在任を続けており、アフリカ最長の長期政権となっている。
閣僚評議会は首相、数名の副首相、および閣僚で構成されるが実際の行政権は大統領が行使し、閣僚評議会はその執行機関に過ぎない。よってその権力は極めて小さく、大統領の補佐機関であるといえる。更には政府の一機関として国家評議会が置かれている。これは大統領が死亡、もしくは職務続行不可能な状況に陥った場合、その職務を一時的に代行することを主目的とした機関である。国家評議会議員は大統領、首相、国防相、人民代表院議長、および社会経済評議会（社会・経済問題に関する大統領の諮問機関）議長で構成される。
議会はかつては人民代表院（スペイン語でCamara de Representantes del Pueblo、定数80，2004年より100）の一院制だった。議員は任期5年で、政党名簿比例代表制度に基づき、国民の直接選挙により選出された。しかし2012年に定数75の上院が創設され、これまでの議会は下院となって、二院制へと移行した。
主要政党には赤道ギニア民主党 (PDGE) がある。PDGEは旧独裁政党で、現行憲法により複数政党制が承認されてからも、議会内で圧倒的多数を占める支配政党である。野党は存在するが、いずれもPDGEにより活動が著しく制限されており、合法野党は社会民主連合のみとなっている。最大野党の赤道ギニア進歩党は国内で活動禁止状態となっており、2003年にはスペインのマドリードに赤道ギニア亡命政府を樹立したものの、勢力は非常に小さい。この他にもビオコ自治運動などいくつかの非合法野党が存在する。
赤道ギニア政府はその腐敗ぶりでも知られており、2019年度の腐敗認識指数は180カ国中、173位となるなど深刻な腐敗が広がっている。初代マシアス大統領、および現ンゲマ大統領はいずれも国土東端にあるモンゴモの出身であり、大統領の係累は「モンゴモの一族 (clan de Mongomo) 」と呼ばれ、絶大な権力を握っている。石油の富は大統領とその一族に集中しており、ンゲマ大統領はアフリカ有数の富豪として知られている。2016年には大統領の息子であるテオドロ・ンゲマ・オビアン・マングが副大統領に就任したがテオドロもまた腐敗で知られており、2019年にはスイスの検察からの公金横領・汚職事件の捜査打ち切りと引き換えに所持するスーパーカー25台が差し押さえられ競売にかけられた。報道も政府の統制を受けており、2011年に起きたアラブの春においても赤道ギニア国内では報道管制が行われ、一切報道されることはなかった。

## 国際関係

### 日本との関係
- 在留日本人数 - 9人（2023年8月現在:外務省）[23]
- 在日赤道ギニア人数 - 1人（2022年12月現在:法務省）[23]

### アメリカとの関係
2025年6月9日、アメリカ合衆国は安全上の理由から、赤道ギニア国民の入国を事実上禁止した。

## 軍事
赤道ギニア軍は陸軍、海軍、航空団から成り、志願制で総兵力1,320人の国軍がある。
これらとは別にモロッコ軍から派遣された350人から成る大統領警護隊が存在している。
2021年3月7日にバタ市の基地で爆発が発生した。10日までに死者98人、負傷者615人を出す惨事となった。爆発の原因については、ダイナマイトや発火装置の取り扱いミスによるものと発表されている。

## 地方行政区分

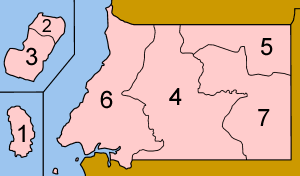
赤道ギニアの県（ジブロホは表示されていない）

赤道ギニアは8県に分けられている。（ ）内は県庁所在地。
1. アンノボン県 （パレ）
2. 北ビオコ県 （マラボ）
3. 南ビオコ県 （ルバ）
4. 中南部県 （エヴィナヨング）
5. キエンテム県 （エベビイン）
6. リトラル県 （バタ）
7. ウェレンザス県 （モンゴモ）
8. ジブロホ市（ラパス） - 2017年発足

大陸部の4県（中南部県、キエンテム県、リトラル県、ウェレンザス県、ジブロホ市）を総称してリオ・ムニと呼ぶ。

### 主要都市
主要な都市はビオコ島の北部にある首都のマラボ（人口15万人、2014年）と、リオ・ムニの中心である港湾都市バタ（人口13万人、2001年）がある。ンゲマ大統領は2012年に首都移転計画を発表し、リオムニ東部の内陸部に新首都としてラパス（旧称オヤラ）の建設が進んでいる。

## 地理

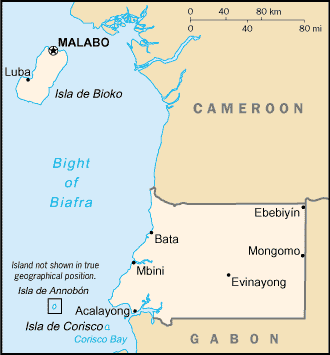
赤道ギニアの地図

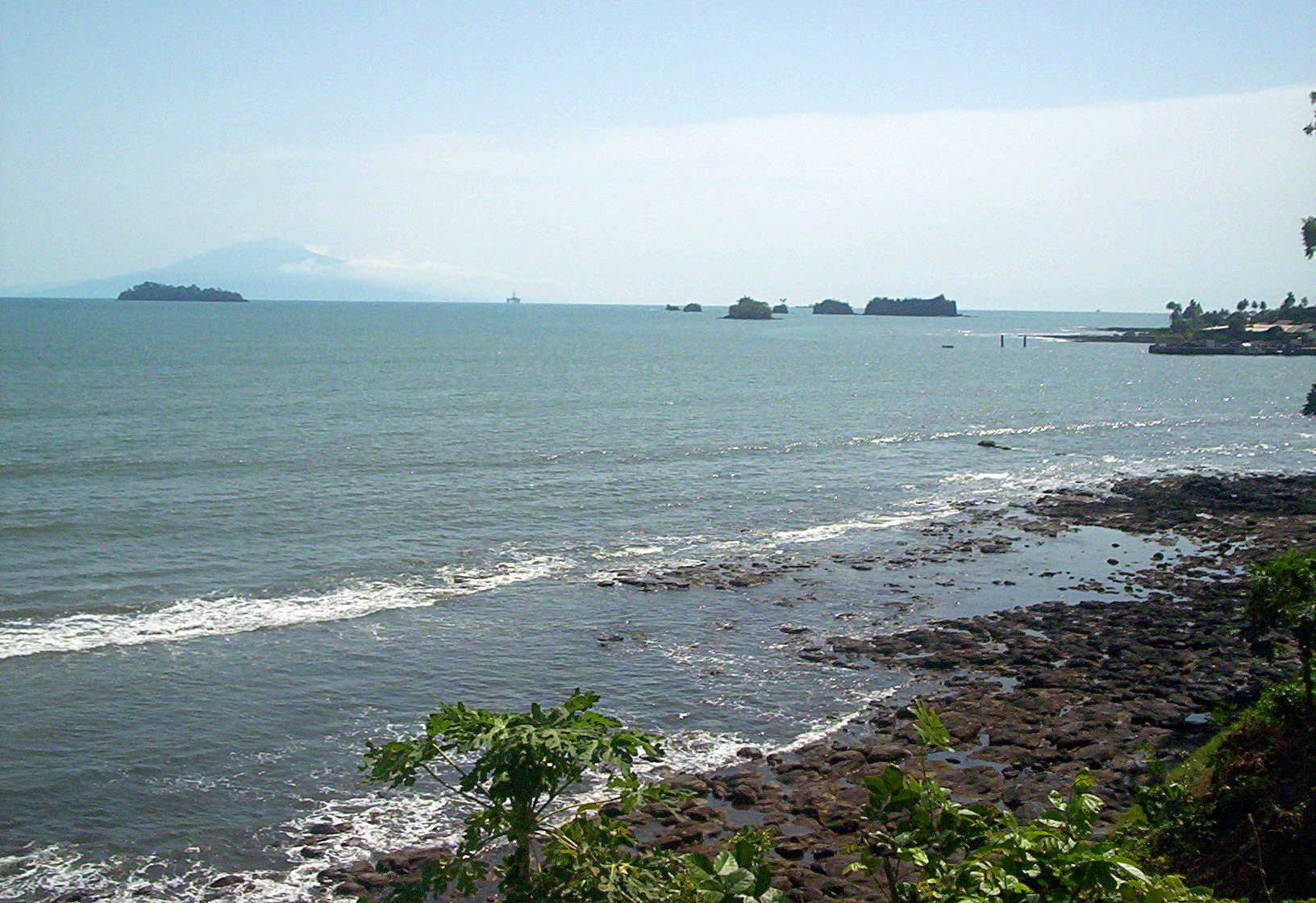
ビオコ島の海岸

赤道ギニアの地理はギニア湾のビオコ島と大陸のリオ・ムニ、そしてアンノボン島など周囲の島々からなる。
カメルーンの西56km、リオ・ムニの北西約259kmに位置するビオコ島は火山島であり、最高地点は標高3,008mのマラボ山（旧名サンタ・イサベル山）である。1970年代まではポルトガル人の「発見」者の名にちなみフェルナンド・ポー島と呼ばれた。南部海岸はごつごつしているが、北部は標高も低く近づきやすい。マラボとルバという良港があり、その間にはいくつかの美しい浜がある。ビオコ島は火山性の肥沃な土壌と豊富な降水量に恵まれるため、古くからプランテーションが開かれ農業生産が盛んだった。アンノボン島も火山島でビオコ島の南西686kmに位置する。海岸は急で小さな湖がある。推定2,500人の住民の多くは、伝統的なカツオ漁や鯨漁に従事している。
リオ・ムニは北をカメルーン、東と南をガボン、西をギニア湾（大西洋）に接している。主な河川は3本存在し、いずれも東から西へと流れてギニア湾へ注ぐ。最も北のンテム川はカメルーンとの国境を、最も南のムニ川はガボンとの国境をなし中央をベニト川が貫いている。標高の低い丘陵や台地が多く、隣国ガボンに続くシエラ・クリスタル山脈にある大陸部最高地点であるミトラ山でも1,200mである。リオ・ムニは植生としては熱帯雨林が広がっている。海岸はマングローブの森である。
赤道ギニアの総面積28,051km2のうち、ビオコ島 (2,017km2) とアンノボン島 (17km2) からなる諸島部の総面積は2,034km2である。大陸部のリオ・ムニ (26,003km2) の近くにコリスコ島、エロベイ・グランデ島とエロベイ・チコ島からなるエロベイ諸島 (17km2) がある。コリスコ島については、ガボンとの間に領有権の争いがある。また係争地のMbanie Islandは1972年以来ガボンが実行支配していたが、2025年5月19日に国際司法裁判所は同島を赤道ギニアの領土として認める判決を下した。

### 気候
赤道ギニアの気候はビオコ島、リオ・ムニともに熱帯モンスーン気候 (Am) に属し、短い乾季がある。リオ・ムニの雨季は2月から6月、9月から12月で内陸より海岸部で雨が多い。バタでの年間雨量は2,400mm、カラトラバでは4,000mmに達することがある。内陸のミコメセングでは1,300mmである。ビオコ島より気温は低く、湿度が高い。
ビオコ島の乾季は11月から3月である。年間平均気温は25度で気温変化は少なく、空は一日中どんよりしている。南部で特に雨が多く、サン・アントニア・デ・ウレカではモンスーンにより年間11,000mmの雨がもたらされることがある。

## 経済

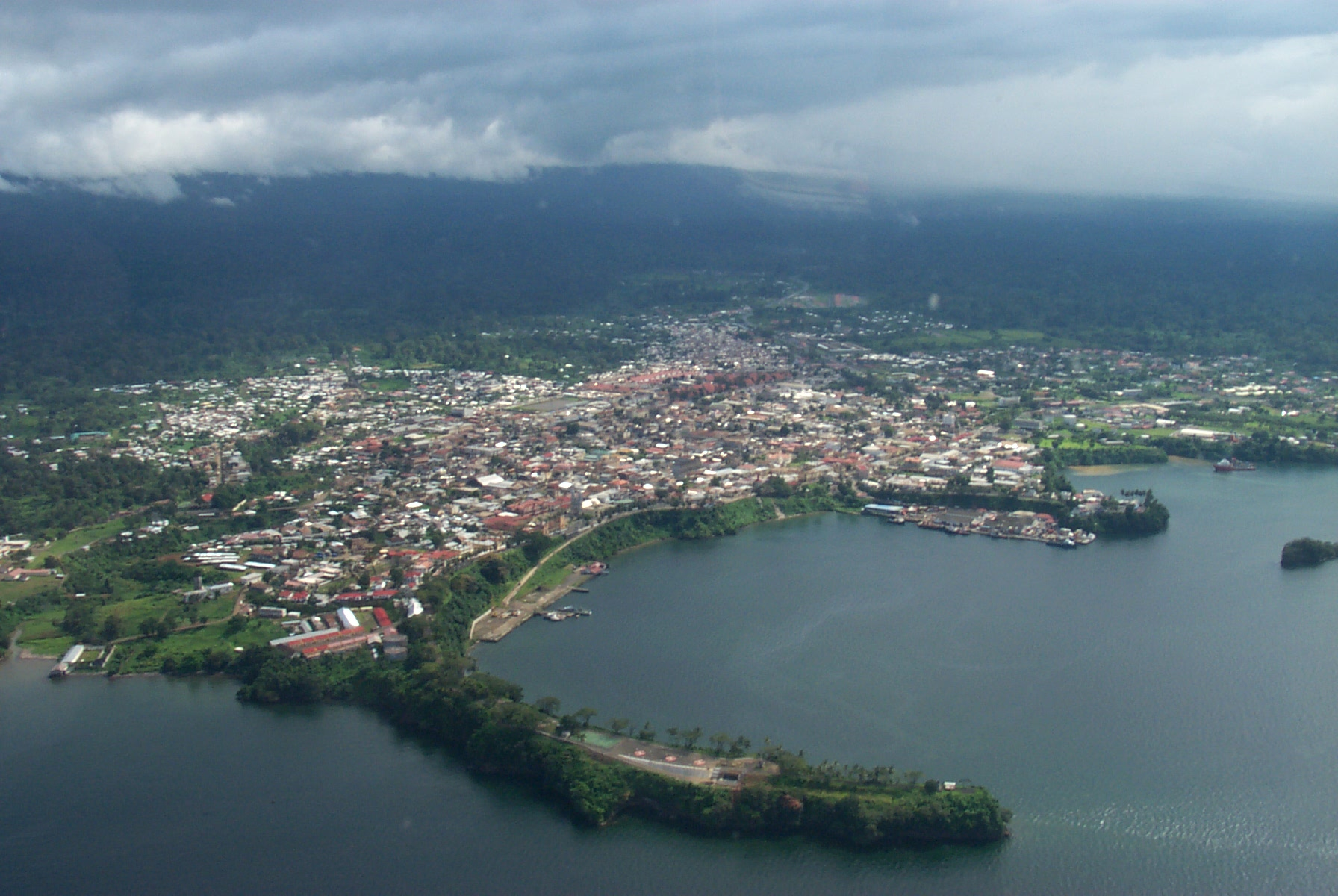
首都マラボ

伝統的にカカオとコーヒーのプランテーションの国であり、1960年代の輸出額はカカオ38％、コーヒー25％、木材10％となっていた。主力のカカオはビオコ島で主に生産され、コーヒーや木材はリオムニで生産されている。独立後、マシアス・ンゲマの暴政によって一時プランテーションの産出量が激減したものの回復し、1980年代までこの構造に変化はなかった。
ところが1992年にビオコ島沖のアルバ油田で原油生産が開始されて以来、主産業は農林水産業から鉱業生産に依存するようになり、さらに1996年のザフィーロ油田、2000年のセイバ油田と新規油田の開発が相次いだため、2011年には原油輸出が40.3％、天然ガス輸出が25.3％を占めるようになって、完全に鉱業を基盤とするようになった。2017年には石油輸出国機構 (OPEC) に加盟した。政府予算もまた原油収入に大きく依存しており、2007年には歳入の約85％が石油・ガス収入によって占められ、または原油生産の伸びに伴い2001年から2009年にかけて政府支出は名目上13倍、インフレを考慮した後でも約8倍の増加を示した。
油田の創業以来経済成長が著しく、CIAワールドファクトブックによれば、2016年の一人当たりGDP (PPP) は推計で38,600USドルに達し、アフリカ大陸では最も高く、先進国並の水準となっている。これによって2017年には後発発展途上国の指定を解除された。ただ、2008年の世界平和度指数に基づくジニ係数は65%となっており、所得格差は世界最悪水準となっている。通貨は1985年以降、近隣国と同じく中部アフリカ諸国銀行の発行するCFAフランを使用している。

## 交通
2,880 km（1,790マイル）の高速道路がある。その大部分は2002年まで舗装されていなかったが、近年から徐々に改善されて来ている。
最近ではバタとオビアン・ンゲマ大統領国際空港を結ぶ長さ175 kmの2車線高速道路を建設し、ガボンとの国境にあるモンゴモ市へ接続する計画が上がっており、同国はその計画の実行へ向けて動き出している。
梅雨の時期には四輪駆動車がないと道路が通行できないことがよくあり、現在も問題となっている面がある。

### 鉄道
赤道ギニア国内に鉄道は存在していない。

### 空港

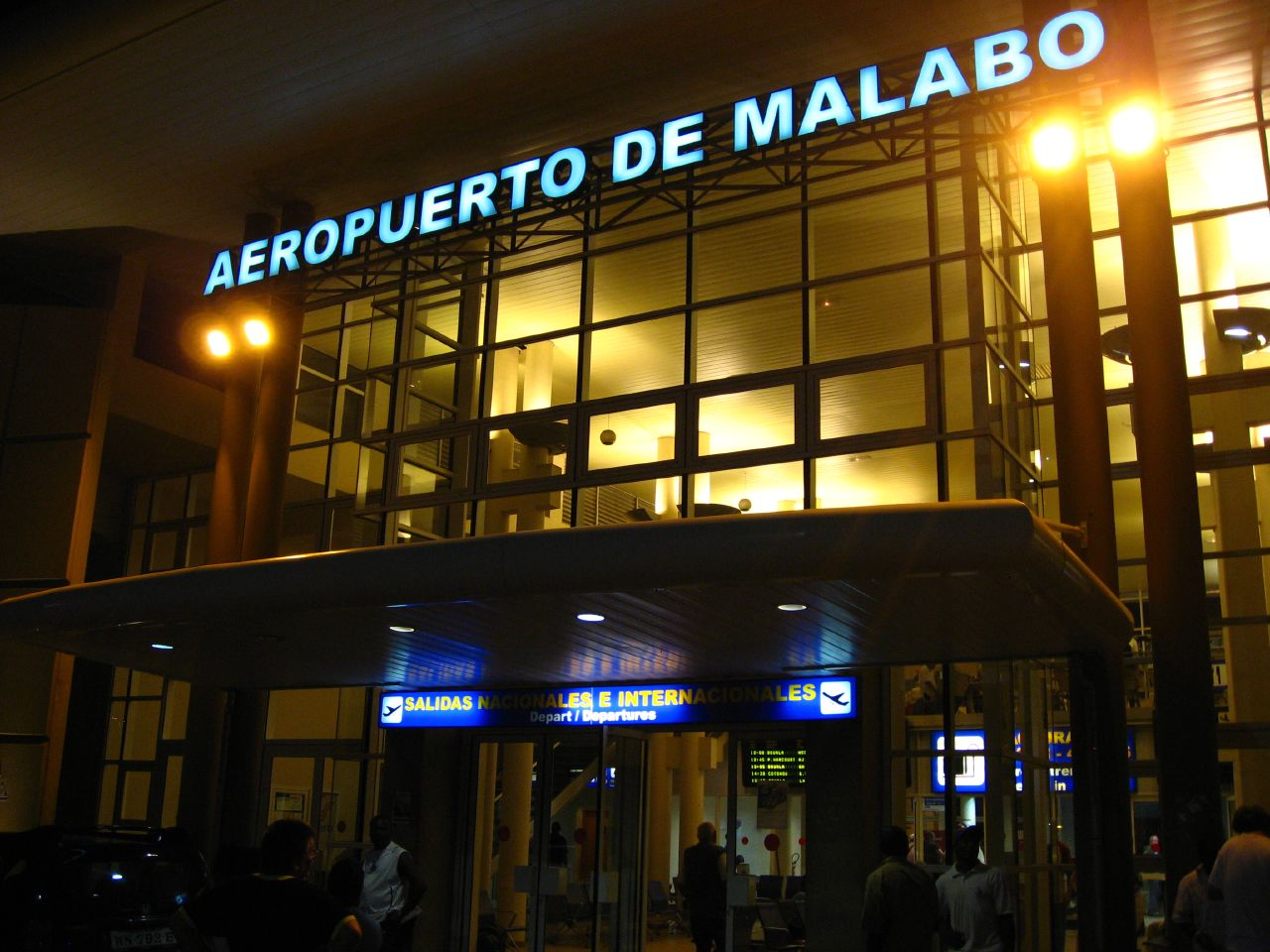
マラボ国際空港

空運は首都のマラボにマラボ国際空港、バタにバタ空港が存在し、両空港間に国内線が就航しているほか、それぞれ近隣諸国に国際線が就航している。またアンノボン島にもアンノボン空港が存在し、マラボとバタに航空便が就航している。またラパスへの首都移転に伴い新首都近郊のモンゴメイェンに新しい国際空港の建設が計画され、2012年にオビアン・ンゲマ大統領国際空港として開港した。
赤道ギニアにはCEIBAインターコンチネンタルやギニア・エクアトリアル・エアラインズ、クロノス航空、プント・アズール、エア・アンノボンといった航空会社が存在するが、2020年時点ですべての赤道ギニアの航空会社は危険性が高いとしてEU域内乗り入れ禁止航空会社に指定されている。

## 国民

### 人口
赤道ギニアの人口は1963年に24万5000人だったが、1986年には40万人、2017年には126万人にまで増加した。人口密度は2017年で1km2あたり45.2人であるが、これは隣国ガボンに比べて著しく高く、近隣では比較的人口稠密な地域となっている。

### 民族

ブビ人の子供

住民は、ほとんどがバントゥー系で、一番多いのは大陸リオ・ムニのファン人で総人口の57%を占める。同じくバントゥー系のブビ人は10%で二番目に多く、ビオコ島に住む。ビオコ島の住民のほとんどはブビ人だが、少数ではあるもののフェルナンディノと呼ばれるクレオール（ムラート）やヨーロッパ人もいる。アンノボン島の住民はポルトガル人とアンゴラから奴隷として連れてこられたバントゥー系の黒人の混血のメスチーソが多い為、ポルトガル文化の影響が強い。
バントゥー系には、ほかにンドウェ族/コンベ族、ブジェバ族、バレング族、ベンガ族、ベティ族がいる。イボ系には、アロ人がいる。

### 言語
赤道ギニアは長くスペインの植民地であったため、言語はアフリカ大陸で唯一スペイン語を公用語としている。また第二公用語としてはフランス語も導入している。現地語であるファン語やブビ語は主要言語である。また、ポルトガル文化の影響が強かったアンノボン島の住民がスペイン語よりもポルトガル語を話す事から、ポルトガル語諸国共同体にもオブザーバーとして参加し、ポルトガル語も第三公用語としている。
スペイン語話者が447,000人、ポルトガル語話者が523,040人というデータがあり、国民の大部分がスペイン語とポルトガル語を同時に話しているという計算になるが、実際にはスペイン語とポルトガル語、さらには現地語の影響を受けたクレオール言語（文法、語彙などの面でスペイン語寄り）を話している。
現地語には上記2言語のほか、ンドウェ語/コンベ語、ブジェバ語、バレング語、ベンガ語、バセケ語、ベティ語がある。

### 宗教
宗教は大部分がキリスト教で、中でもローマ・カトリックが最も多く、人口の79.9％（2000年）を占めている。

### 教育
2015年の推計によれば、識字率は男性97.3%、女性92.9%である。
赤道ギニアには、大学が一つある。赤道ギニア国立大学 (UNGE) がそれであり、マラボにキャンパスが、バタに医学部が存在する。バタの医学部はキューバの主要な援助を受けており、同国政府はセンターの教授、医師を提供している。スペインの国立遠隔教育大学もマラボとバタに支部を置いている。

### 保健
2023年2月13日までに、国内初となるマールブルグ熱患者を確認。9人が死亡し、感染が疑われる人は16人を数えた。キエンテム州では感染拡大を防止するために200人以上を隔離し、行動制限措置が取られた。

## 治安
赤道ギニアでは2017年12月にクーデター未遂が発生し、その後は街頭の要所に治安当局者が配置されているがひったくりや強盗などの一般犯罪が依然として多発しており、注意が必要とされている。

### 人権
赤道ギニアでは人権侵害が問題となっている。その内容は「治安部隊による民間人の殺害」の報告の増加傾向をはじめ、政府が拉致や誘拐を容認している点、治安部隊による囚人と被拘禁者の組織的な拷問など多数である。

## マスコミ
赤道ギニアにおけるメディアは現在まで国家運営されており、言論の自由と報道の自由に対して制限が掛けられている。
スペインに亡命中のジャーナリストが2012年から運営しているDiario Rombeは赤道ギニアの情報を報道している。Diario Rombeは、2024年10月25日に汚職や横領を監視する国家金融調査局長を務めていたBaltasar Ebang Engongaが国の金を横領してた事件で逮捕された後、押収したパソコンや携帯機器からとみられる彼が要人の妻や親戚などとスキャンダルを起こしていた映像が流出した事件などを報道している。

## 文化

### 食文化
赤道ギニアの料理は、宗主国であったスペインやモロッコなどのイスラム国家の料理だけでなく、先住民族の料理を取り入れ独自の進化を遂げている点がある。唐辛子や幾つものスパイスを利用した味付けが特徴である。
主食にはキャッサバ、サツマイモ、ヤムなどのイモ類をはじめ、米やトウモロコシが用いられ、野菜はオクラ、レタス、ニンジン、トマトなどが消費されている。トロピカルフルーツも消費されている。海鮮料理も発達しており、サメなどの魚類を用いた料理が存在する。

### 文学
赤道ギニアではサハラ以南のアフリカ地域において、唯一のスペインの植民地となっていた点からスペイン語文学の系統を受け継ぐ面を持つ。
1778年から1968年までの植民地時代にスペイン語文学の伝統を発展させ、現在に至っている。この為に赤道ギニアの文学はアフリカ諸国の中でも独特なものとなっている。

### 音楽
ポピュラー音楽においては、宗主国のスペインで活躍したビオコ島出身のブビ系の女性デュオイハス・デル・ソルが特筆される。

### 世界遺産
現在、世界遺産となるものは存在していない。

### 祝祭日
| 日付     | 日本語表記           | スペイン語表記                           | 備考 |
| -------- | -------------------- | ---------------------------------------- | ---- |
| 1月1日   | 元日                 | Año Nuevo                                |      |
| 5月1日   | メーデー             | Día del Trabajo                          |      |
| 6月5日   | 共和国大統領の誕生日 | Natalicio del Presidente de la República |      |
| 8月3日   | 解放クーデターの日   | Día del Golpe de Libertad                |      |
| 8月15日  | 憲法記念日           | Día de la Constitución                   |      |
| 10月12日 | 独立記念日           | Día de la Independencia                  |      |
| 12月8日  | 無原罪の聖母の祭日   | Festividad de la Inmaculada Concepción   |      |
| 12月10日 | 人権の日             | Día de los Derechos Humanos              |      |
| 12月25日 | クリスマス           | Navidad                                  |      |

### スポーツ
サッカー
赤道ギニアではサッカーが圧倒的に1番人気のスポーツとなっており、1979年にサッカーリーグの赤道ギニア・プリメーラディビシオンが創設された。赤道ギニアサッカー連盟によって構成されるサッカー赤道ギニア代表は、これまでFIFAワールドカップには未出場となっている。しかしアフリカネイションズカップには3度出場しており、自国開催となった2015年大会ではベスト4の成績を収めた。
オリンピック
赤道ギニアはオリンピックには、1984年ロサンゼルス五輪以降すべての大会に参加しているがメダル獲得経験はない。同国は全般的にスポーツは強くなく、練習環境も整っていない。その状況を象徴するかのように、2000年シドニー五輪においては水泳で初出場したエリック・ムサンバニが、他選手よりもはるかに遅いタイムながら泳ぎ切って話題となった。

## 著名な出身者
- リカルド・マンゲ・オバマ・ンフベア - 政治家
- ミゲル・アビア・ビテオ・ボリコ - 政治家
- マーティン・プエ - ビオコ自治運動指導者
- エリック・ムサンバニ - 水泳選手
- ハビエル・バルボア - 元サッカー選手
- ペドロ・オビアング - サッカー選手
- ぺピン - サッカー選手
- カルロス・アカポ - サッカー選手
- エミリオ・エンスエ - サッカー選手